# Межуречье
Межуречье — деревня в Борском сельском поселении Бокситогорского района Ленинградской области.

## Название
Происходит от расположения между двух рек — Воложбой и Пярдомлей.

## История
Деревня Межуречье упоминается на специальной карте западной части России Ф. Ф. Шуберта 1844 года.

МЕЖУРЕЧЬЕ — деревня Островского общества, прихода Пярдомского погоста. Река Воложба.

Крестьянских дворов — 13. Строений — 37, в том числе жилых — 17.

Число жителей по семейным спискам 1879 г.: 26 м. п., 29 ж. п.; по приходским сведениям 1879 г.: 26 м. п., 25 ж. п.

В конце XIX — начале XX века деревня административно относилась к Большегорской волости 3-го земского участка 1-го стана Тихвинского уезда Новгородской губернии.
В начале XX века близ деревни находился жальник.

МЕЖУРЕЧЬЕ — деревня Островского общества, дворов — 14, жилых домов — 19, число жителей: 46 м. п., 53 ж. п.

Занятия жителей — земледелие, лесные промыслы. Река Воложба. Часовня. (1910 год)

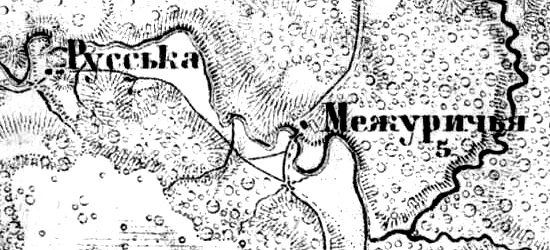
Деревня Межуречье на карте 1913 года

Согласно карте Новгородской губернии 1913 года, деревня называлась Межуричья и насчитывала 5 крестьянских дворов.
С 1917 по 1918 год деревня входила в состав Большегорской волости Тихвинского уезда Новгородской губернии.
С 1918 года, в составе Череповецкой губернии.
С 1927 года, в составе Межурецкого сельсовета Тихвинского района.
С 1928 года, в составе Борского сельсовета.
По данным 1933 года деревня Межуречье входила в состав Борского сельсовета Тихвинского района.
В 1940 году население деревни составляло 130 человек.
С 1952 года, в составе Бокситогорского района.
С 1963 года, вновь в составе Тихвинского района.
С 1965 года вновь в составе Бокситогорского района. В 1965 году население деревни составляло 29 человек.
По данным 1966, 1973 и 1990 годов деревня Межуречье также входила в состав Борского сельсовета.
В 1997 году в деревне Межуречье Борской волости проживал 1 человек, в 2002 году — 6 человек (все русские).
В 2007 году в деревне Межуречье Борского СП проживали 3 человека, в 2010 году — также 3.

## География
Деревня расположена в западной части района на автодороге 41К-031 (Дыми — Бочево).
Расстояние до административного центра поселения — 6 км.
Расстояние до районного центра — 4 км. 
Деревня находится на правом берегу реки Воложба.

## Демография
| 1997 | 2002 | 2007 | 2010 | 2013 | 2014 | 2017 |
| ---- | ---- | ---- | ---- | ---- | ---- | ---- |
| 1    | ↗6   | ↘3   | →3   | ↗9   | →9   | ↗16  |

## Инфраструктура
На 2017 год в деревне было зарегистрировано 5 домохозяйств.